# Josh Schneider
Josh Schneider (Cincinnati (Ohio), 11 januari 1988) is een Amerikaanse zwemmer.

## Carrière
Bij zijn internationale debuut, op de wereldkampioenschappen kortebaanzwemmen 2010 in Dubai, veroverde Schneider de bronzen medaille op de 50 meter vrije slag. Op de 4x100 meter wisselslag zwom hij samen met David Plummer, Mark Gangloff en Tyler McGill in de series, in de finale sleepten Nick Thoman, Mihail Alexandrov, Ryan Lochte en Garrett Weber-Gale de wereldtitel in de wacht. Voor zijn aandeel in de series ontving Schneider eveneens de gouden medaille.
Op 12 mei 2011 zwom de Amerikaan een swim-off tegen Cullen Jones om één ticket op de 50 meter vrije slag tijdens de wereldkampioenschappen zwemmen 2011, Jones won de swim-off in 22,24 tegenover 22,28 voor Schneider.
Tijdens de wereldkampioenschappen kortebaanzwemmen 2012 in Istanboel eindigde Schneider als zesde op de 50 meter vrije slag.

## Internationale toernooien
| Jaar | Olympische Spelen | WK langebaan  | WK kortebaan                                                        | PanPacs       |
| ---- | ----------------- | ------------- | ------------------------------------------------------------------- | ------------- |
| 2010 |                   |               | 50m vrije slag · 4x100m wisselslag · Schneider zwom enkel de series | geen deelname |
| 2011 |                   | geen deelname |                                                                     |               |
| 2012 | geen deelname     |               | 6e 50m vrije slag                                                   |               |

## Persoonlijke records
Bijgewerkt tot en met 1 juli 2012
Kortebaan
| Afstand         | Tijd  | Datum            | Plaats |
| --------------- | ----- | ---------------- | ------ |
| 50m vrije slag  | 20,88 | 17 december 2010 | Dubai  |
| 100m vrije slag | 48,86 | 1 november 2010  | Genua  |

Langebaan
| Afstand         | Tijd  | Datum        | Plaats |
| --------------- | ----- | ------------ | ------ |
| 50m vrije slag  | 21,78 | 1 juli 2012  | Omaha  |
| 100m vrije slag | 49,37 | 28 juni 2012 | Omaha  |